# 12. korpus (Kopenska vojska ZDA)
Za druge 12. korpuse glejte 12. korpus.
12. korpus (izvirno angleško XII Corps) je bil korpus Kopenske vojske Združenih držav Amerike.